# Арена дас Дунас
«Арена дас Дунас» (порт. Arena das Dunas) або «Дунас Арена» — футбольний стадіон у Наталі, Ріу-Гранді-ду-Норті, Бразилія. Тут проходили матчі Чемпіонату світу з футболу 2014.